# 吕扬
吕扬（1993年11月26日—），河南漯河人，中国女子赛艇运动员。

## 生平
她父亲吕大伟曾是一名运动员，所以她从小就喜欢体育运动。2005年刚上初中的吕扬被漯河市体校射箭教练刘鹏看中，进入了市体校射箭队。2008年底，她又被河南省水上运动管理中心的教练看中，从此转型成为一名赛艇运动员，到省水上运动管理中心接受赛艇训练。
2014年9月24日，段静莉、吕扬在仁川亚运会赛艇女子双人双桨决赛中，以领先第二名近14秒的优势轻松夺冠。2015年1月5日，被国家体育总局授予“国际级运动健将”称号。
2019年9月1日，吕扬与队友陈云霞、张灵、崔晓桐获得2019年世界赛艇锦标赛中获得赛艇女子四人双桨金牌，成绩为6分34秒65，并获得该项目的2020年东京奥运会参赛资格。
2021年7月28日，吕扬在东京夏季奥林匹克运动会上与队友陈云霞、张灵、崔晓桐一起获得女子四人双桨金牌，并协力创造该项目世界最好成绩6分05秒13。
2022年5月3日被授予中国青年五四奖章。